# Douglas Fairbanks
Douglas Fairbanks Sr., geboren als Douglas Elton Ulman (Denver (Colorado), 23 mei 1883 - Santa Monica (Californië), 12 december 1939) was een Amerikaans acteur, filmproducent en scenarioschrijver. Hij was een van de eerste grote filmsterren uit het tijdperk van de stomme film, vooral bekend van rollen in mantel- en degenfilms. Hij was onder andere te zien als Zorro (The Mark of Zorro, 1920), D'Artagnan (The Three Musketeers, 1921) en Robin Hood (Robin Hood, 1922). Van Douglas Fairbanks was bekend dat hij al zijn stunts zelf deed.

## Biografie
Fairbanks was de naam van de eerste echtgenoot van zijn moeder. Zijn vader, een advocaat, verliet het gezin toen hij vijf jaar oud was. Hij en zijn broer Robert werden vanaf toen enkel door hun moeder opgevoed. Op twaalfjarige leeftijd begon hij met toneelspelen in het amateurtoneel. Waarschijnlijk volgde hij lessen aan de Colorado School of Mines en ging hij voor een tijdje naar Harvard.
Rond 1900 vertrok Fairbanks uit Denver naar de stad New York om daar acteur te worden. Hij werkte eerst onder andere als kantoorbediende in Wall Street. In 1902 maakte hij zijn debuut op Broadway. Op 11 juni 1907 trouwde hij met Anna Beth Sully, de dochter van een rijke industrieel. Ze kregen een zoon, Douglas Fairbanks Jr., op 9 december 1909. Fairbanks Jr. zou later ook acteur worden. In 1915 vertrok de familie naar Hollywood, waar Fairbanks een filmcarrière begon.
Fairbanks tekende een contract bij Triangle Pictures, waar hij ging werken onder D.W. Griffith, die hem eerst niet zag zitten. Fairbanks zou uitgroeien tot een grote filmster, die een weeksalaris van $2000 kreeg. Hij was vooral succesvol in komedies, voornamelijk kluchten. In 1916 ging hij samen met de twee bestbetaalde filmsterren van dat moment, Charlie Chaplin (een goede vriend van Fairbanks) en Mary Pickford (met wie hij destijds een affaire had), per trein op tournee door de Verenigde Staten om oorlogsobligaties te verkopen. Datzelfde jaar richtte hij ook zijn eigen productiemaatschappij op.
In 1919 richtte hij met Chaplin, Pickford en D.W. Griffith een nieuwe filmmaatschappij op, United Artists. Door hun eigen maatschappij op te richten waren de vier artiesten onafhankelijk van de grote filmstudio's. Datzelfde jaar, op 3 maart 1919, scheidden Fairbanks en Sully. Niet lang daarna vroeg hij Mary Pickford ten huwelijk, die toen nog getrouwd was met acteur Owen Moore. De twee trouwden op 28 maart 1920. Het stel betrok een huis in Beverly Hills, dat sindsdien bekend zou staan als Pickfair.
Na voornamelijk in komedies te hebben gespeeld, besloot Fairbanks dat het tijd was voor iets anders. In 1920 maakte hij zijn eerste swashbuckler, The Mark of Zorro. De film was een groot succes en Fairbanks werd een superster. In de jaren daarna zou hij meer van dergelijke films maken, waarvan The Thief of Baghdad uit 1924 en The Black Pirate uit 1926 de bekendste zijn. Deze films waren allemaal grootse kostuum/avonturenfilms, waarin de atletische Fairbanks de meeste van zijn stunts zelf deed.
Douglas Fairbanks was de eerste president van de Academy of Motion Picture Arts and Sciences, van 1927 tot 1929. Hij presenteerde ook de eerste Oscaruitreiking in 1929. Datzelfde jaar was hij ook te zien in zijn eerste geluidsfilm, naast Mary Pickford in The Taming of the Shrew, naar het stuk van Shakespeare. De film was echter geen succes. Zijn laatste film was The Private Life of Don Juan uit 1934.
In 1933 gingen Fairbanks en Pickford uit elkaar, en op 10 januari 1936 volgde de echtscheiding. Hij trouwde twee maanden later, op 7 maart, met Sylvia Ashley en ging met pensioen. In 1939 stierf Fairbanks in zijn slaap aan een hartaanval. Hij was 56 jaar oud. Fairbanks werd begraven in het Hollywood Forever Cemetery te Los Angeles.

## Filmografie (selectie)

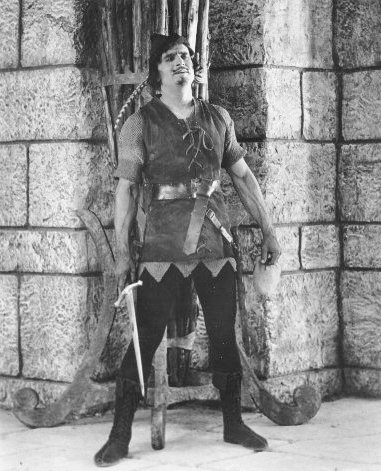
Douglas Fairbanks in de film Robin Hood uit 1922

In alle films treedt Fairbanks op als acteur.
- The Lamb (1915)
- Intolerance (1916)
- Manhattan Madness (1916)
- Reggie Mixes In (1916)
- The Mystery of the Leaping Fish (1916)
- The Half-Breed (1916)
- Flirting with Fate (1916)
- Wild and Woolly (1917)
- Down to Earth (1917)
- Reaching for the Moon (tevens producent, 1917)
- A Modern Musketeer (tevens producent, 1917)
- When the Clouds Roll By (tevens producent en schrijver, 1919)
- The Mark of Zorro (tevens schrijver, 1920)
- The Nut (tevens producent, 1921)
- The Three Musketeers (tevens schrijver, 1921)
- Robin Hood (tevens producent en schrijver, 1922)
- The Thief of Baghdad (tevens producent en schrijver, 1924)
- The Black Pirate (tevens producent en schrijver, 1926)
- The Gaucho (tevens producent en schrijver, 1927)
- The Iron Mask (1929)
- The Taming of the Shrew (tevens producent en schrijver, 1929)
- Reaching for the Moon (1930)
- The Private Life of Don Juan (1934)